# Iowa Speedway
Der Iowa Speedway ist eine Motorsport-Rennstrecke in Newton, im US-Bundesstaat Iowa. Sie liegt unmittelbar nordöstlich des angrenzenden Newton Municipal Airports, etwa 5 km südöstlich des Stadtzentrums von Newton.

## Geschichte

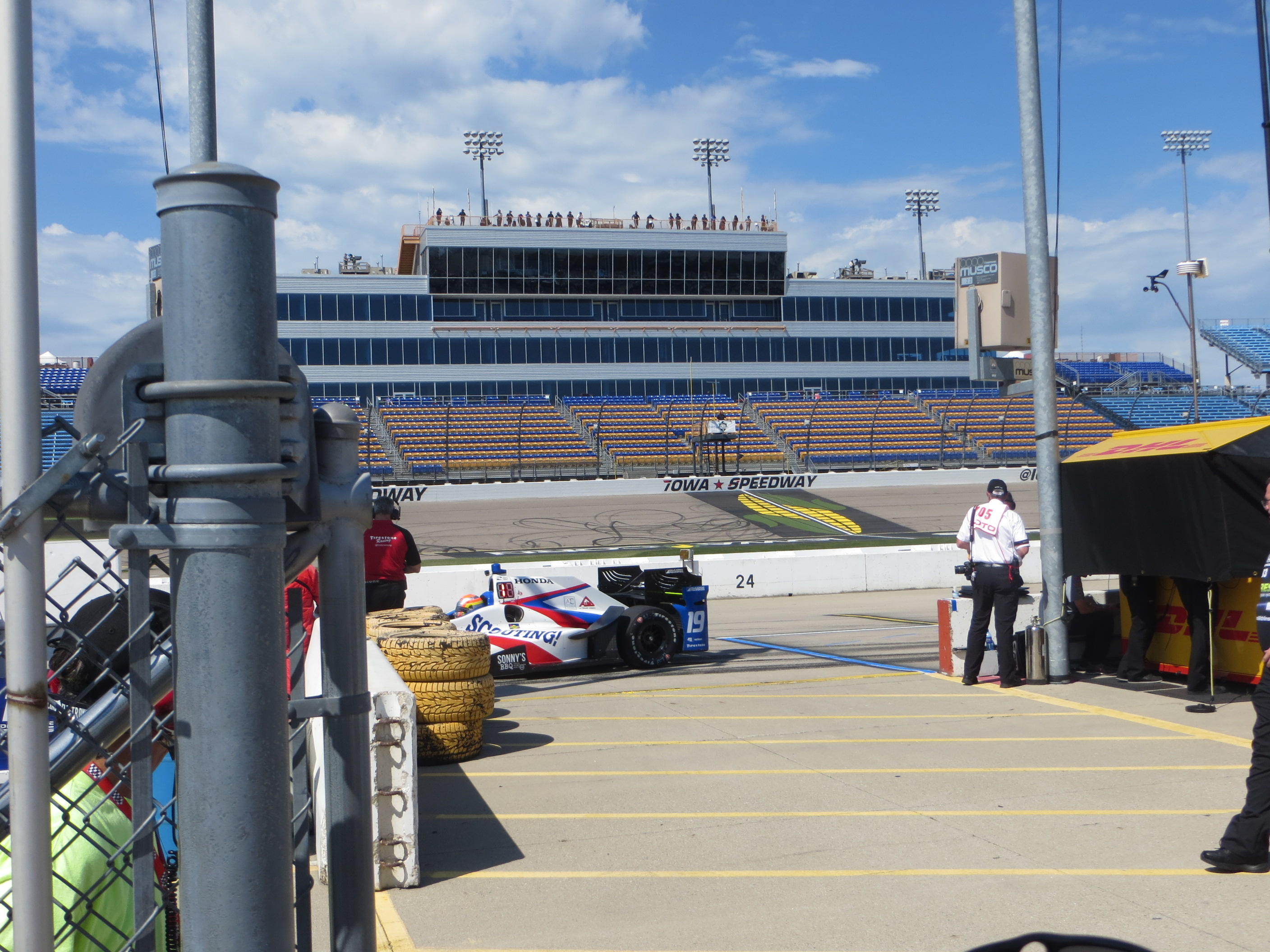
Hauptgebäude des Iowa Speedway vom Paddock aus gesehen

Die Strecke wurde in Zusammenarbeit mit dem ehemaligen NASCAR-Rennfahrer Rusty Wallace entwickelt. und ist dem Richmond International Raceway nachempfunden, auf welchem Wallace im Laufe seiner Karriere einige Erfolge feierte. Mit dem Bau der Anlage wurde Mitte 2005 begonnen. Dabei kam es zu Verzögerungen als die Stadt Newton zusätzliche Finanzierungsnachweise für den bau der Strecke verlangte. Um die gesamte Anlage wurden etwa rund 180.000 Tonnen Gestein verlegt. Der Speedway war die erste Rennstrecke, auf der die SAFER-Barriere auf dem gesamten Gelände installiert wurde, und die erste, auf der die zweite Generation der Sicherheitsbarriere zum Einsatz kam, bei der keine Betonwand hinter der energieabsorbierenden Struktur vorhanden war. Die Asphaltierung der Strecke wurde Ende Juli 2006 abgeschlossen.
Neben dem Oval wurde ein von Alan Wilson entworfener 1,3-Meilen-Straßenkurs in das Infield integriert, welches auch 1/4- und 1/5-Meilen-Ovale und einen 1/8-Meilen-Dragstrip umfasst. Am 15. September 2006 wurde der Iowa Speedway feierlich eingeweiht.
Am 5. Juli 2011 wurde bekannt gegeben, dass die Familie Manatt ihre Mehrheitsbeteiligung an die Familie Clement – Eigentümer von Featherlite Incorporated, einem Hersteller von Teamtransportern und Reisebussen – verkaufte. Wallace behielt seine Minderheitsbeteiligung und seinen Sitz im Vorstand.
Die neuen Eigentümer gerieten jedoch zunehmend in finanzielle Schwierigkeiten, und im November 2013 wurde die Anlage vollständig von der NASCAR selbst aufgekauft. Die Stock-Car-Organisation zahlte laut Steuerunterlagen rund 10 Millionen Dollar für die Anlage, erklärte aber, dass sie keine Pläne habe, eine Sprint-Cup-Veranstaltung nach Iowa zu verlegen.
Im April 2020 führte die weltweite COVID-19-Pandemie zu einer weitgehende Absage der geplanten Rennen. Lediglich die Rennen der ARCA Menards Series und der IndyCar-Rennserie wurden im Juli mit einer extrem reduzierten Zuschauerzahl ausgetragen. Der Iowa Speedway geriet in vorübergehende finanzielle Schwierigkeiten, konnte sich jedoch mit einem langsam wieder anfahrenden Programm in den Folgejahren über Wasser halten.

## Streckenbeschreibung

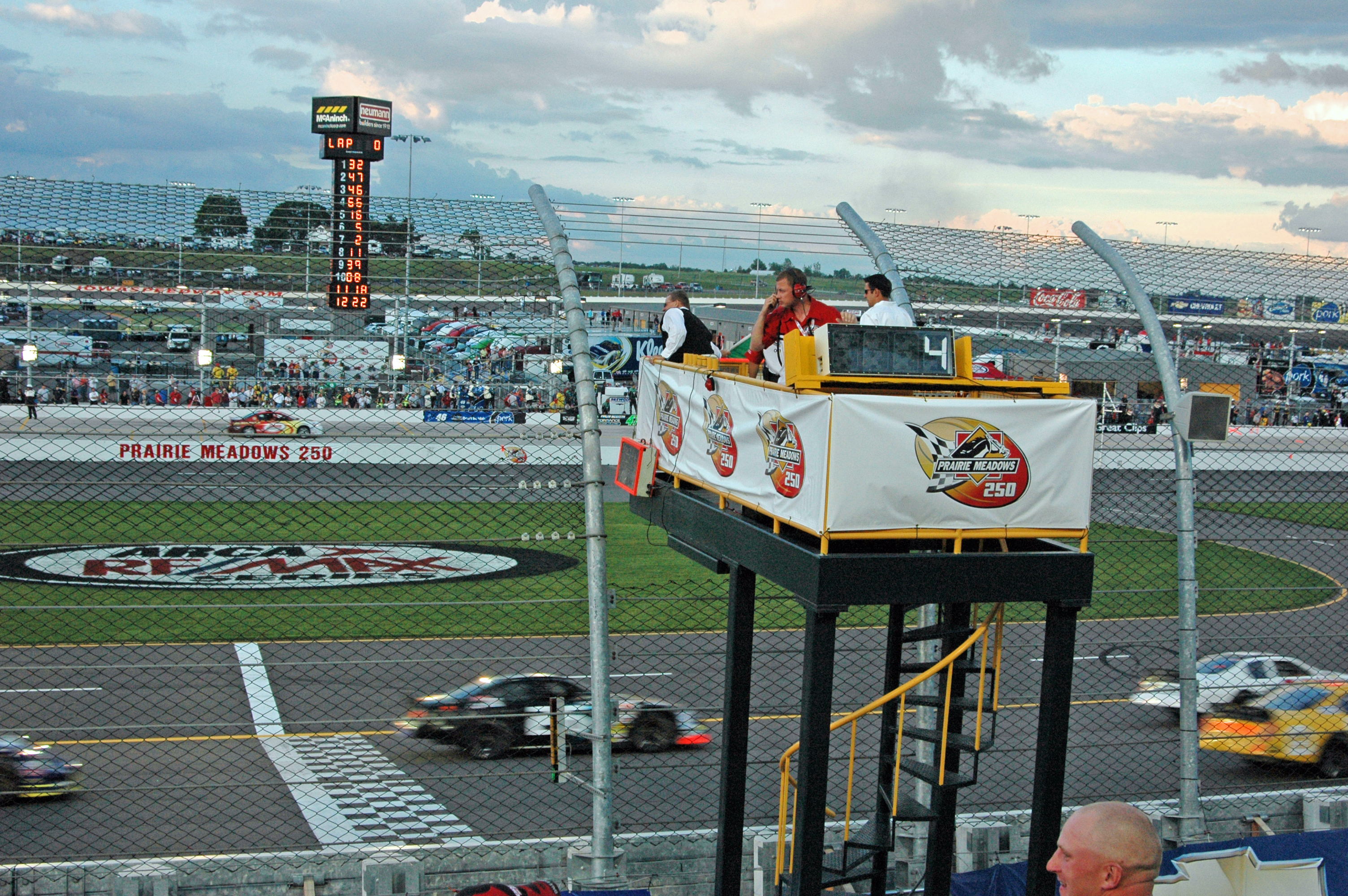
Blick von der Haupttribüne auf die Rennstrecke

Der 7/8 Meilen (1,4 km) lange Short Track verfügt über 30.000 permanente Sitzplätze sowie einen mehrstufigen Abstellbereich für Wohnmobile. Im Innenbereich der Rennstrecke befindet sich ein von Alan Wilson entworfener Straßenkurs, der ebenfalls für Rennveranstaltungen genutzt werden kan, allerdings bislang nur einmal bei einem Lauf der Grand Am Road Racing Serie 2007 zum Einsatz kam.

## Veranstaltungen
Zur Eröffnung gastierte der USAR Hooters Pro Cup – später bekannt als X-1R Pro Cup Series – auf der Strecke. Seit der Saison 2007 werden auf der Strecke Rennen der Indy Racing League ausgetragen. Zudem ist sie fester Bestandteil im Rennkalender der NASCAR Camping World East Series. Im Jahre 2009 erfolgte die Aufnahme in den Rennkalender der NASCAR Camping World Truck Series sowie der seinerzeit NASCAR Nationwide Series – heute bekannt als Xfinity Series – genannten zweithöchsten NASCAR-Division.
Bis dato (Stand Ende 2023) gastierten die folgenden Rennserien auf dem Iowa Speedway:
Aktuell:
- IndyCar Series: 2007–2020, 2022–2023; 19 Rennen; Iowa IndyCar 250/300
- ARCA Menards Series: 2006–2013, 2015–2023; 17 Rennen; Calypso Lemonade 150
- ARCA Menards Series East; 2021–2023; 3 Rennen; Calypso 150

Frühere Rennen:
- NASCAR Xfinity Series: 2009–2019; 20 Rennen; U.S. Cellular 250; CircuitCity.com 250
- NASCAR K&N Pro Series West: 2007–2019; 18 Rennen; Casey’s General Store 150, #ThanksKenny 150 (gemeinsame Läufe mit NASCAR K&N Pro Series East)
- NASCAR K&N Pro Series East: 2007–2019; 17 Rennen; Casey’s General Store 150, #ThanksKenny 150 (gemeinsame Läufe mit NASCAR K&N Pro Series West)
- NASCAR Craftsman Truck Series: 2009–2019; 13 Rennen; M&M´s 200; Fan Appreciation 200
- Indy Lights Series: 2007–2018, 2023; 12 Rennen; Mazda Iowa 100 Presented by Cooper Tires
- X-1R Pro Cup Series: 2006–2010; 5 Rennen; Blue Ox 150
- Grand-Am Sports Car Series: 2007; 1 Rennen, Grand American Iowa 400k (getrennte Rennen für DP und GT an 2 aufeinander folgenden Tagen)

## Weblinks

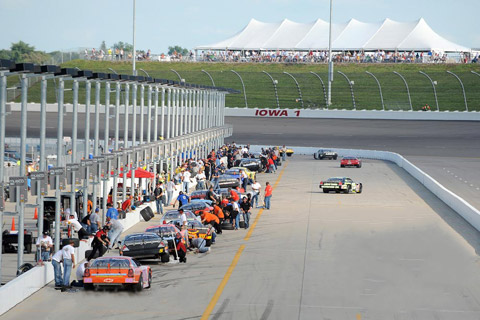
Die Boxengasse des Iowa-Speedways